# Крохмаль Олександр Вікторович
Олександр Крохмаль (каз. Александр Крохмаль, нар. 22 листопада 1977, Ашгабат) — колишній казахський футболіст українського походження, що грав на позиції нападника.
Виступав, зокрема, за клуб «Борисфен», а також національну збірну Казахстану.

## Клубна кар'єра
У дорослому футболі дебютував 1998 року виступами за команду «Дагдан» з рідного міста Ашгабат.
Своєю грою за цю команду привернув увагу представників тренерського штабу бориспільського «Борисфена», до складу якого приєднався на початку 1999 року. Відіграв за бориспільців наступні п'ять років своєї ігрової кар'єри. Більшість часу, проведеного у складі «Борисфена», був основним гравцем атакувальної ланки команди і допоміг команді за підсумками сезону 1999/00 вийти з Другої ліги до Першої. Покинув команду в кінці 2002 року.
У сезоні 2003 року грав за узбекський «Пахтакор», ставши з командою чемпіоном та володарем кубка Узбекистану.
З 2004 року виступав у Казахстані у складі «Ордабаси» та «Жетису».
Завершив професійну ігрову кар'єру у клубі «Мегаспорт», за команду якого виступав протягом сезону 2008 року.

## Виступи за збірну
Протягом 2005 року провів три матчі у складі національної збірної Казахстану.

## Досягнення
- Чемпіонат Узбекистану
  -  Чемпіон: 2003

- Кубка Узбекистану
  -  Володар Володар: 2003